# Нове кейнсіанство
Нове кейнсіанство (англ. New Keynesianism) — школа думки в сучасній макроекономіці, що є розвитком ідей Джона Мейнарда Кейнса. Нове кейнсіанство переглянуло роль монетарної політики та механічний поділ мікроекономіки та макроекономіки у неокейнсіанстві. В середині 1970-х років поряд з іншими течіями кейнсіанства виникає і починає розвиватися нова кейнсіанська економічна теорія (нове кейнсіанство). Нове кейнсіанство треба відрізняти від неокейнсіанства, до якого належать переважно повоєнні кейнсіанські теорії кон'юнктурного економічного циклу і зростання.

## Етапи розвитку новокейнсіанської моделі
Етап 0. Кінець 1960-х років. Том Фелпс та Мілтон Фрідман розмірковують про мікрооснови кривої Філіпса, різницю між фактичною та очікуваною інфляцією та роль монетарної політики. Це була прабатьківщина як новокейнсіанської, так і нової класичної макроекономіки, які на цьому етапі неможливо відрізнити.
Етап 1. Середина 1970-х років. Тепер є різниця, виникає чіткий новокейнсіанський підхід. Нові кейнсіанці припускають, що ціни встановлюються заздалегідь на очікуваних рівнях ринкового клірингу, до того, як стане відомо про шоки. Це означає, що грошово-кредитна політика може відреагувати на ці потрясіння та допомогти запобігти небажаним коливанням виробництва та зайнятості — навіть за раціональних очікувань та навіть якщо центральний банк не має інформаційної переваги. Тому що центральний банк може діяти на основі цієї інформації, тоді як ті, хто встановлює ціни, не можуть змінити ціни пізніше. Але грошово-кредитна політика залишається нейтральною в тому сенсі, що очікувані зміни в пропозиції грошей (не у відповідь на шоки) не впливають на виробництво та зайнятість.
На цьому етапі не було нічого нового щодо попиту новокейнсіанської моделі. Вони просто взяли старий кейнсіанський IS-LM, або монетаристський MV=PY, прямо з полиці.
Етап 2. Кінець 1980-х років. Нові кейнсіанці запроваджують монополістичну конкуренцію. Це має дві великі переваги. По-перше, тепер можна легко моделювати фірми, що встановлюють ціни, як обираючі[прояснити] ціну для максимізації прибутку. (Отримуються великі розриви для абсолютно конкурентоспроможних фірм, тому що якщо одна фірма встановлює ціну трохи вище ціни інших фірм, вона нічого не продає, якщо всі інші фірми не розподіляють споживачів.) По-друге, тому що позитивний шок попиту вражає абсолютно конкурентний ринок, де ціни фіксуються на рівні очікуваного очищення ринку, фірми будуть нормувати продажі, тоді зменшується виробництво.
Етап 3. Початок 2000-х. Нові кейнсіанці запроваджують монетарну політику без грошей. Вони стають неовікселліанцями. Це етап, на якому вони створюють власний попит на модель, а не запозичують її з полиці. Центральний банк встановлює номінальну відсоткову ставку у відповідь на ендогенні змінні, такі як інфляція та обсяг виробництва, і екзогенні шоки. Домогосподарства/підприємства роблять міжчасовий вибір споживання/інвестицій, враховуючи політику процентної ставки центрального банку та їхні очікування. У цьому було дві переваги. По-перше, це дозволило їм моделювати вибір домогосподарств і компаній без необхідності моделювати попит на гроші та пропозицію грошей. По-друге, це полегшило розмову з керівниками центральних банків, які вже вважали, що центральні банки встановлюють процентні ставки.

## Наслідки для політики
Оскільки нова кейнсіанська економіка є школою думок щодо макроекономічної теорії, її прихильники не обов'язково поділяють єдину точку зору щодо економічної політики. На найширшому рівні нова кейнсіанська економіка припускає — на відміну від деяких нових класичних теорій — що рецесії є відхиленнями від нормального ефективного функціонування ринків. Елементи нової кейнсіанської економіки, такі як вартість меню, ступінчасті ціни, невдача координації та ефективність заробітної плати, представляють значні відхилення від припущень класичної економіки, яка забезпечує інтелектуальну основу для звичайного виправдання економістами. У нових кейнсіанських теоріях рецесії викликані деякими ринковими збоями в економіці. Таким чином, нова кейнсіанська економіка забезпечує обґрунтування державного втручання в економіку, наприклад, антициклічної монетарної або фіскальної політики. Ця частина нової кейнсіанської економіки була включена в новий синтез, який виник серед макроекономістів.

## Ефективна заробітна плата
Іншою важливою частиною теорії нових кейнсіанців був розвиток нових теорій безробіття. Стійке безробіття є головоломкою для економічної теорії. Зазвичай економісти припускають, що надмірна пропозиція праці зменшила б тиск на зарплату. Зниження зарплати, своєю чергою, збільшивши попит на працю, знизило б безробіття. Тому згідно зі стандартною економічною теорією, безробіття є саморозв'язною проблемою.
З метою пояснення того, чому цей механізм розчищення ринку може не спрацьовувати, представники новокейнсіанської школи часто звертаються до теорій ефективної зарплати (новокейнсіанський термін). У цих теоріях стверджується, що висока зарплата спричиняє зростання продуктивності праці. Вплив зарплати на ефективність працівника може пояснити банкрутство фірм, які знижують зарплату у відповідь надмірну пропозицію праці. Хоча зниження зарплати зменшило б загальні витрати фірми, якщо теорія правильна, це також призвело б до зменшення продуктивності працівників та прибутків фірми.
Існують різні теорії про те, як зарплата впливає на продуктивність працівника. Одна з них стверджує, що висока зарплата знижує плинність кадрів. Працівники залишають робочі місця з багатьох причин: отримати вигідніше місце в іншій фірмі, змінити напрямок кар'єри або переїхати в інше місто. Чим більше фірма платить працівникам, тим більший стимул залишатися у фірмі. Платячи високу зарплату, фірма зменшує частоту звільнень, заощаджуючи таким чином час, що витрачається на найм та навчання нових працівників.
Друга теорія стверджує, що середня якість робочої сили фірми залежить від зарплати її працівникам. Якщо фірма знижує зарплату, найкращі працівники зможуть знайти інше місце, залишивши фірму з менш продуктивною робочою силою, яка має меншу альтернативну вартість. Платячи зарплату, що перевищує рівноважний рівень, фірма може уникнути несприятливого відбору, покращити середню якість своєї робочої сили та, тим самим, збільшити продуктивність.
Третя теорія стверджує, що висока зарплата збільшує старанність працівників. Ця теорія полягає в припущенні, що фірми неспроможні повністю відстежувати зусилля працівників, і що працівники повинні самі вирішувати, наскільки інтенсивно їм слід працювати. Працівник може вирішити працювати на повну силу або ж ухилятися від роботи і ризикувати бути спійманим і звільненим. Фірма може збільшити старанність працівників, сплачуючи вищу зарплату. Що більше зарплата, то більше вписувалося[прояснити] витрати працівника, що він несе через звільнення. Платячи вищу зарплату, фірма сприяє тому, що більша кількість працівників старанно працюватимуть і, таким чином, збільшує продуктивність.

## Представники нового кейнсіанства
Г. Манків, Л. Саммерс, О. Бланчард, С. Фішер, Б. Грінвальд, Е. Фелпс, Дж. Акерлоф, Дж. Йєллен, Дж. Стігліц, Р. Холл, Дж. Тейлор.